# 尖鳍鮈
尖鳍鮈（学名：Gobio acutipnnatus）为輻鰭魚綱鯉形目鲤科鮈屬的鱼类。在中国，分布于额尔齐斯河水系等，體長可達12.4公分。该物种的模式产地在额尔齐斯河。

## 扩展阅读
維基物種上的相關：尖鳍鮈